# Авагян, Артур Абгарович
Артур Абгарович Авагян (арм. Արթուր Աբգարի Ավագյան; род. 4 июля 1987, Ереван) — армянский футболист, защитник. Выступал в национальной сборной Армении.

## Клубная карьера
В 2013 году в сборную Армении активно приглашался защитник капанского «Гандзасара» Артур Авагян, который летом 2013 года перешёл на правах аренды в семейский «Спартак». По итогам завершившегося чемпионата Казахстана «Спартак» остался за бортом высшего дивизиона, а Авагян вернулся в Капан.